# Aston Martin DBS
Aston Martin DBS — назва, яка використовувалась британською автомобільною компанією Aston Martin, для позначення сімейства автомобілів класу гран-турізмо, які виготовлялися в 1967-1972, 2007-2012 роках, та 2018-2024 роках.

## Перше покоління (1967-1972)

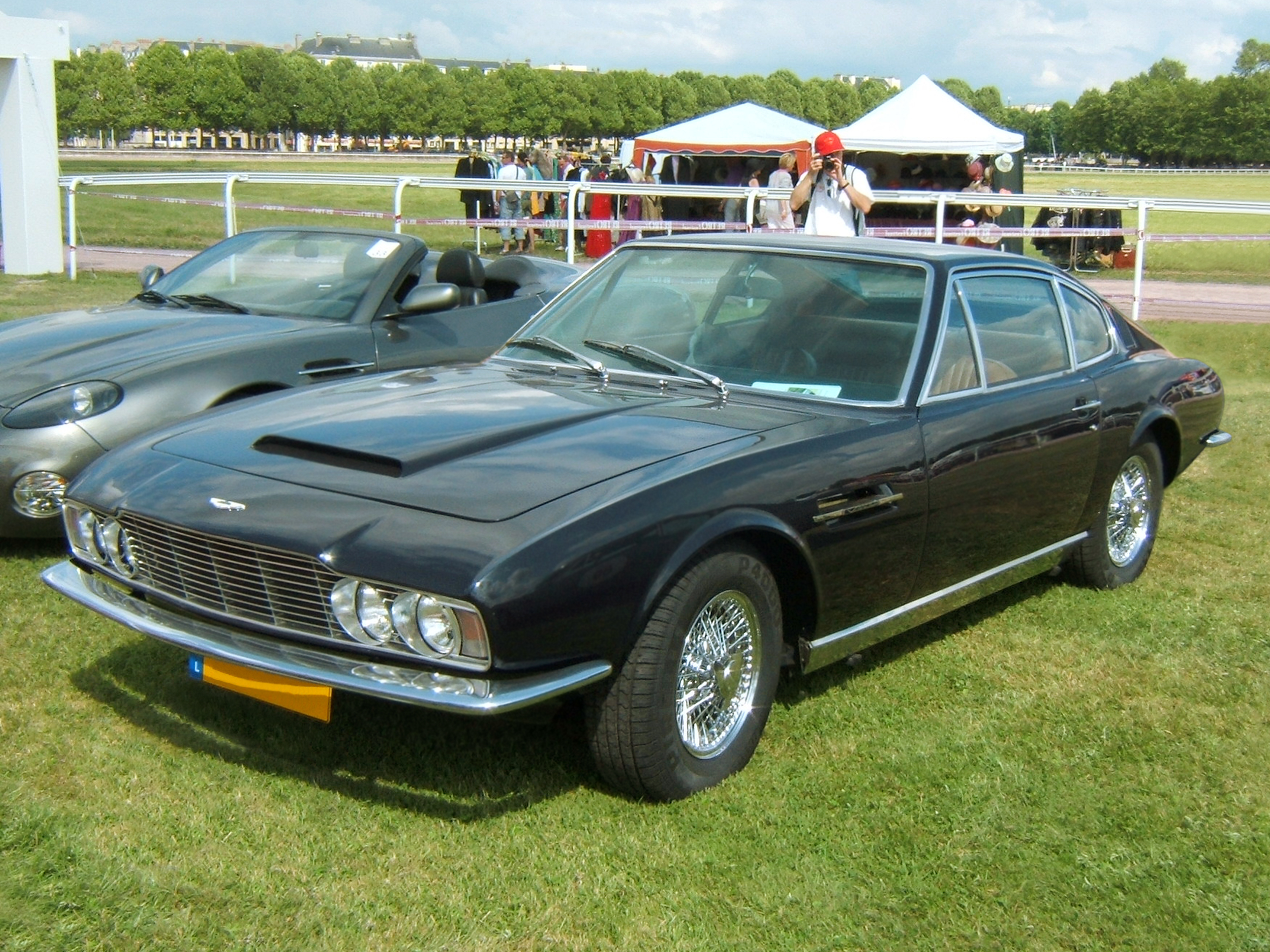
Aston Martin DBS Vantage

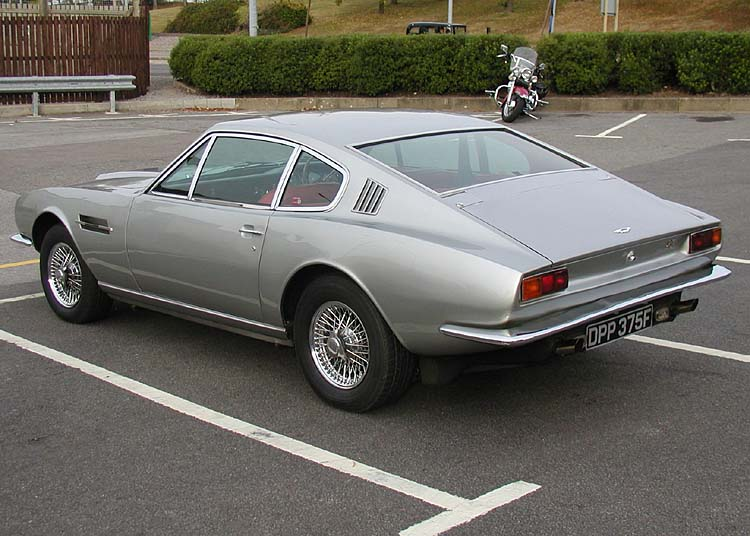
Aston Martin DBS Vantage 1968-го року

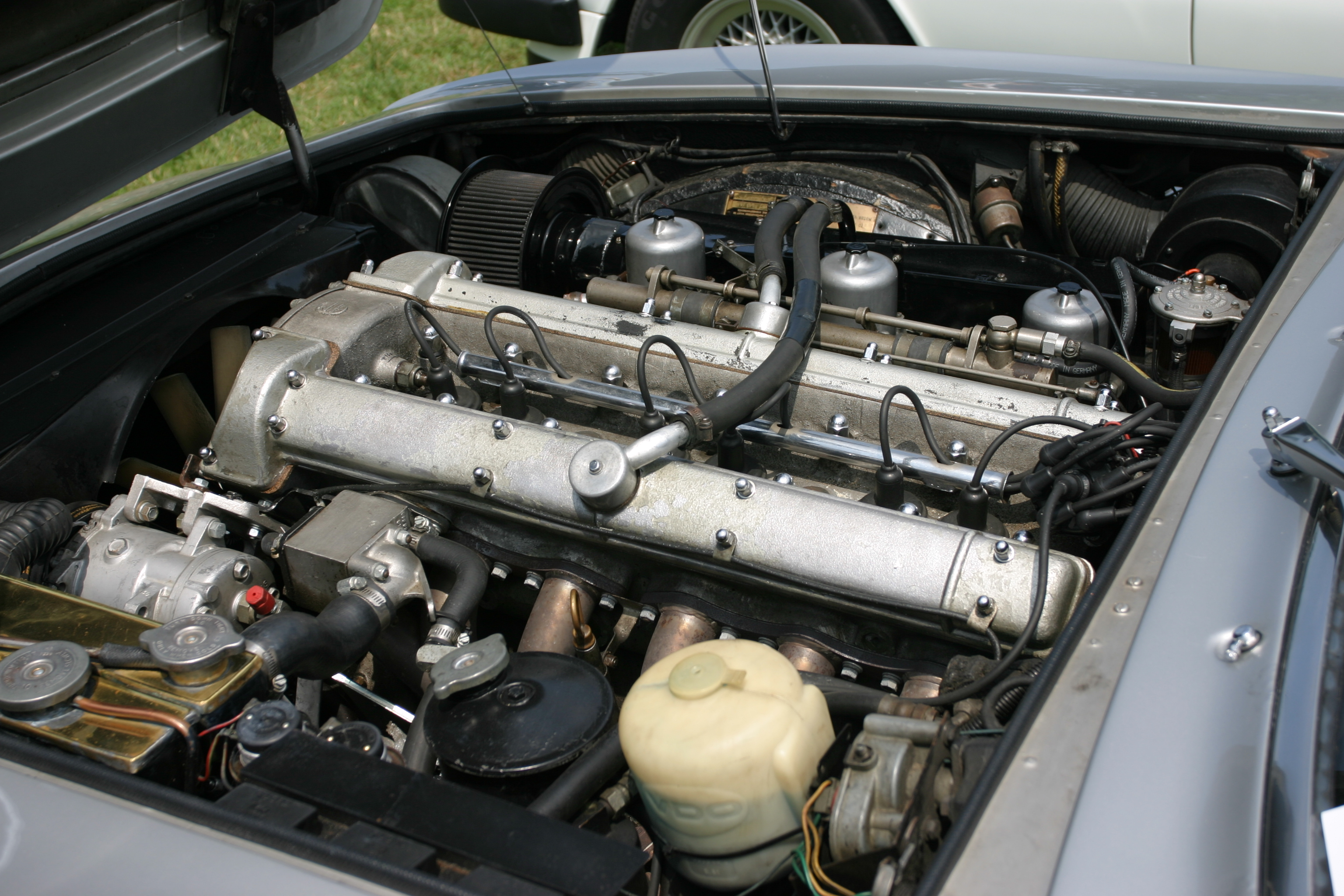
Двигун Tadek Marek в Aston Martin DBS

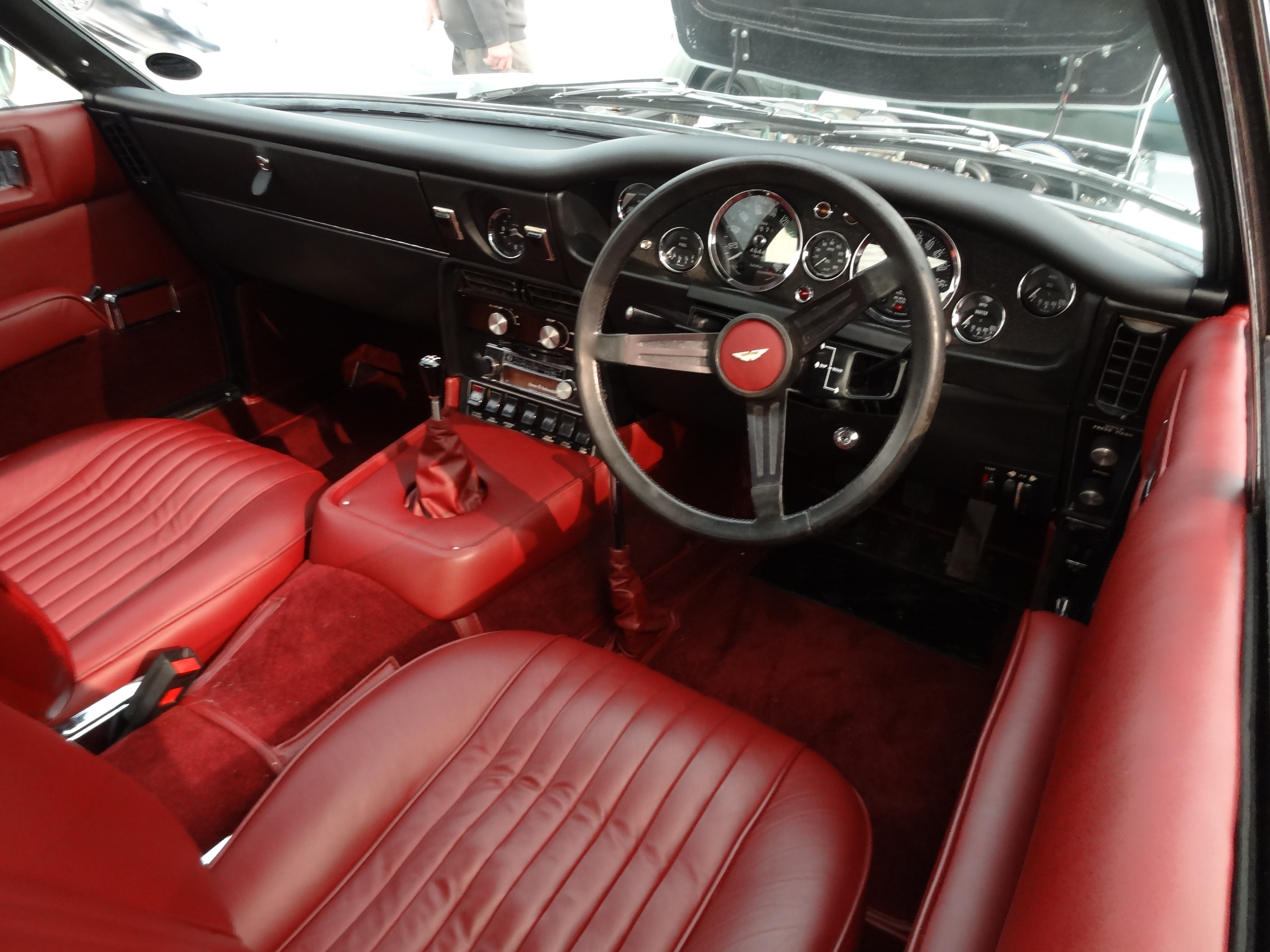
Салон Aston Martin DBS

DBS готували як наступника моделі Aston Martin DB6, щоправда обидві моделі випускали паралельно протягом трьох років. Оснащений рядним 6-циліндровим двигуном, він випускався з 1967 по 1972 рр., після чого був витіснений на перевагу Aston Martin V8.
В 1966 році, ательє Carrozzeria Touring з Мілану було доручено розробити заміну DB6. Вони створили два прототипи перед тим, як ательє припинило функціонувати, які Aston Martin відкинув. DB6 був неспроможним пристосувати запланований двигун V8 і мав бути заміненим. Вільям Таунс, який згодом створив і чотиридверну модель Lagonda, був тоді поспішно залученим до розробки нового автомобіля. Для DBS було призначено мати більш "сучасний" вигляд, ніж в попередньої серії моделей Aston Martin (від DB4 по DB6), тож він мав задню частину в стилі фастбек і кутасту передню частину, типову для Астонів свого часу, але дуже сильно модну в колах автомобільного дизайну кінця 60-х. Однак були збережені й традиційні риси дизайну Aston Martin, такі як повітрозбірник на капоті, імітовані спицеві колеса з радіальними шинами 815X15 Crossplys чи 205VR15 Pirelli Cinturato CN72, і бокові решітки на крилах зі вставкою з нержавіючої сталі. DBS був останнім Aston Martin, який розроблявся під керівництвом Девіда Брауна. Це було більше купе, ніж DB6, з чотирма повноцінними сидіннями, але був оснащений тим самим 4-літровим двигуном, як і попередня модель. Заявлена потужність двигуна складала 280 к.с. (209 кВт), але опційний двигун Vantage використовував карбюратори Weber італійського виробництва, які збільшили віддачу до заявлених 325 к.с. (242 кВт).
За весь період випуску моделі DBS 1967-72 рр. було виготовлено всього 787 екземплярів, з яких 71 були версією Vantage.

### DBS V8 (1969—1972)

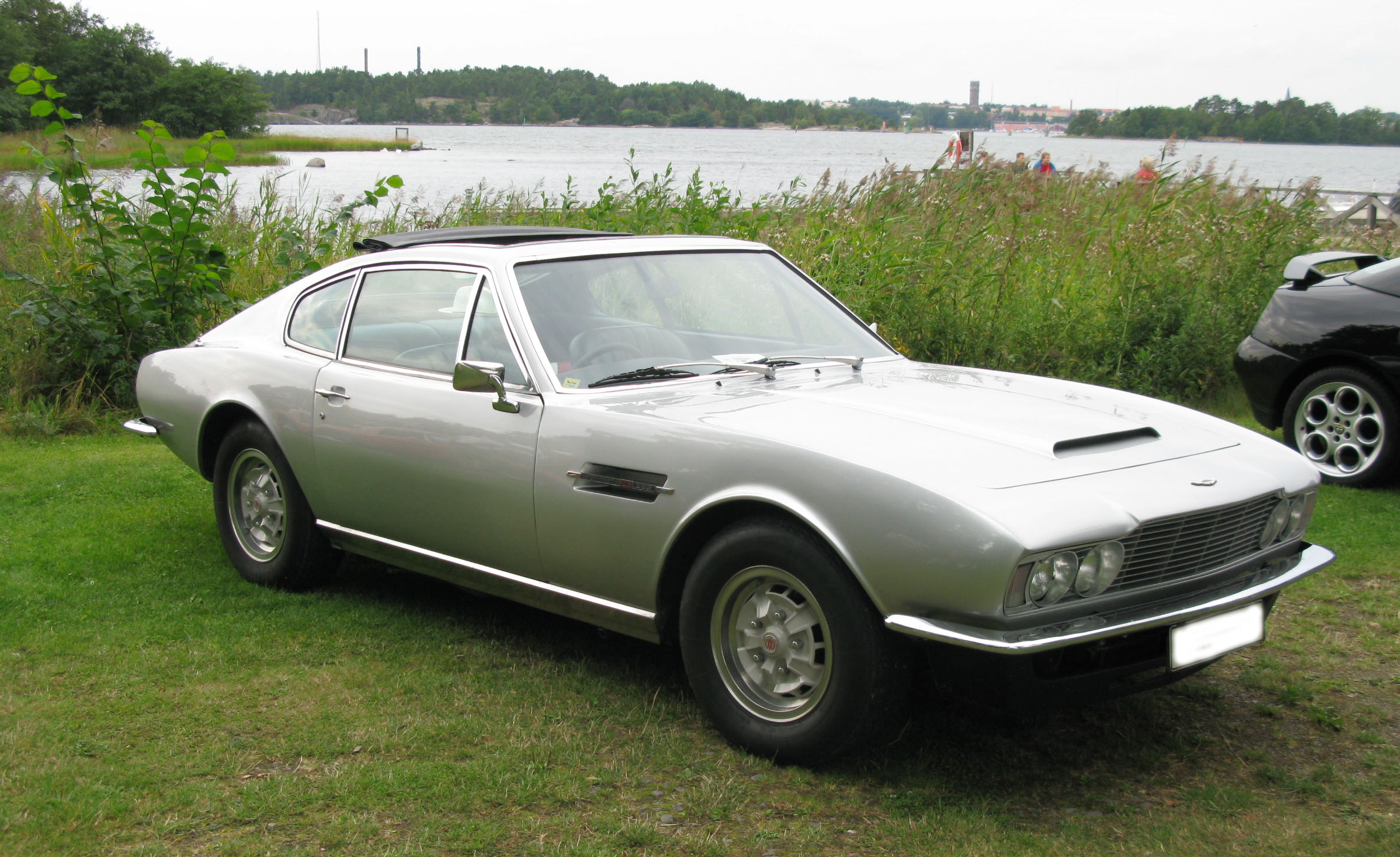
Aston Martin DBS V8

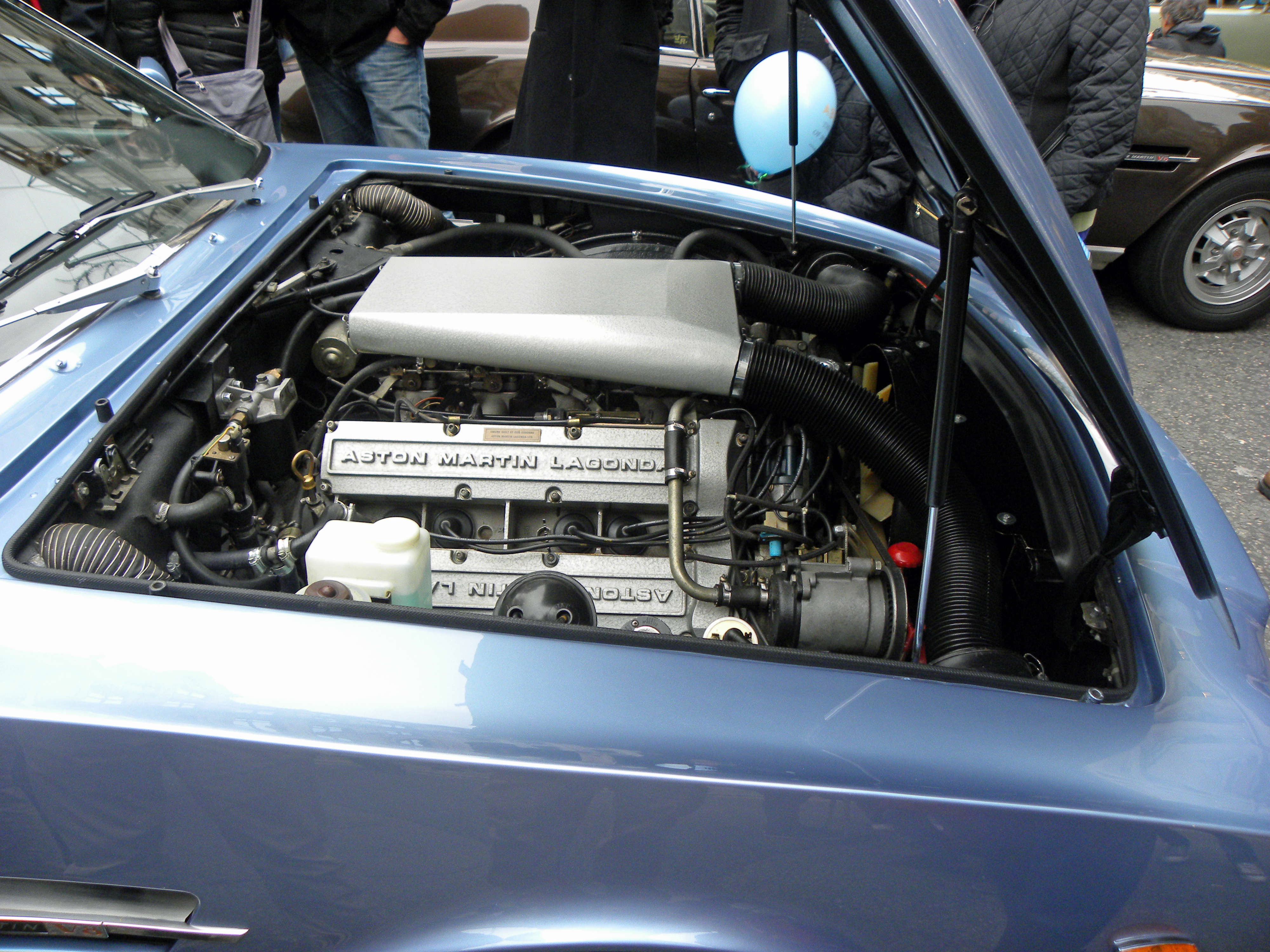
Двигун V8 в Aston Martin DBS

У вересні 1969 року DBS став доступним з 5,3-літровим двигуном V8, для якого він був призначений; такий варіант став відомим як DBS V8. Даний агрегат з системою впорскування Bosch і потужністю близько 320 сил міг розвивати максимальну швидкість в 257 км/год, а розгін з місця до сотні займав близько 6 секунд. Через такі показники, на той час це був найшвидший 4-місний виготовлюваний автомобіль у світі. На нову модель ставили легкі литі колеса (на противагу спицевим колесам на DBS) і вентильовані дискові гальма. Автоматична трансмісія пропонувалась як альтернатива 5-ступеневій механічній ZF. DBS V8 виготовлявся по травень 1972 року, після чого йому поставили передок з одинарними фарами і перейменували просто на Aston Martin V8.

### Lagonda
В 1969 році назву Lagonda швидко відродили, яка з’явилась на 4-дверному прототипі моделі DBS. Прототип був поставлений на шасі MP230/1, перебував на утриманні заводу до 1972 року і використовувався Сером Девідом Брауном як його персональне авто, з реєстраційним номером JPP 5G. Спочатку машина їздила на прототипі 5-літрового двигуна V8, але його швидко замінили на ранній серійний 5,3-літровий з чотирма карбюраторами (VS4008EE).
Між 1974 і 1976 рр., було виготовлено сім 4-дверних седанів Lagonda, заснованих на прототипі 1969 року. Серійні моделі пристосували ординарні блок-фари з решіткою радіатора Lagonda у вигляді підкови замість передка з чотирма фарами, який мав прототип.

### В культурі
DBS використовувався Джеймсом Бондом (роль якого зіграв Джордж Лезенбі) у фільмі 1969 року «На Секретній службі Її Величності». На противагу попередньому автомобілю Бонда, Aston Martin DB5, в машині не було видно будь-яких пристроїв, окрім пристосування для телескопічної гвинтівки в ящичку на торпедо. В останній кадрах фільму, дружину Бонда, Трейсі, застрілюють і вбивають, тоді як вона сиділа в машині.
Другий DBS також з’являється на короткий час в наступному фільмі про Бонда, Діаманти залишаються назавжди, 1971. Його видно на задньому плані, як йому встановлюють малі ракети в Q Branch, тоді як Бонд розмовляє з Q по телефону.
Інший DBS був пізніше використаний в телесеріалі Майстри переконання! (The Persuaders!) (1971–1972), в якому персонаж Роджера Мура Лорд Бретт Сінклер їздив на характерному "багамському жовтому" (Bahama Yellow) 6-циліндровому DBS (номер шасі DBS/5636/R), який, через використання литих дисків та різних значків, був зроблений для того, щоб надати йому вигляд моделі DBS V8. Доставлений продюсерам шоу від Aston Martin, автомобіль мав особистий реєстраційний номер "BS 1" (окрім однієї сцени в епізоді "The Gold Napoleon," де замість нього машина має свій оригінальний реєстраційний номер PPP 6H), справжнім власником якого був Біллі Смарт-молодший. Проданий заводом після завершення зйомок, через HR Owen в Лондоні, до свого першого приватного власника. Нещодавно завод Aston Martin його реставрував до дуже високого стандарту, і в даний час перебуває у власності юриста з розлучень і відомого колекціонера мистецтва Джеремі Левісона. Обоє, Мур і його напарник по стрічці Тоні Кертіс, розписались на нижній частині кришки багажника авто: Мур в Студії Pinewood у травні 2003; Кертіс на Cheltenham Racecourse в жовтні 2008. В 2013 році, Aston Martin DBS був запрошеним учасником на два найбільш унікальні конкурси автомобілів, Concorso d'Eleganza Villa d'Este на озері Комо, і Salon Privé в Лондоні.
Також в першому епізоді другої серії програми For the Love of Cars на Channel 4, трансльованої в квітні 2015 року, була показана реставрація оригінального DBS, з реєстраційним номером JRA615H. Процес зайняв понад 6,000 годин. Протягом реставрації, його прокачали до модифікації Vantage, яка включала заміну з автоматичної трансмісії на механічну. Його продали на аукціоні за £169,800.

### Двигуни
- 4.0 л DOHC I6 286 к.с.
- 5.3 л V8 320 к.с.

## Друге покоління (2007-2012)

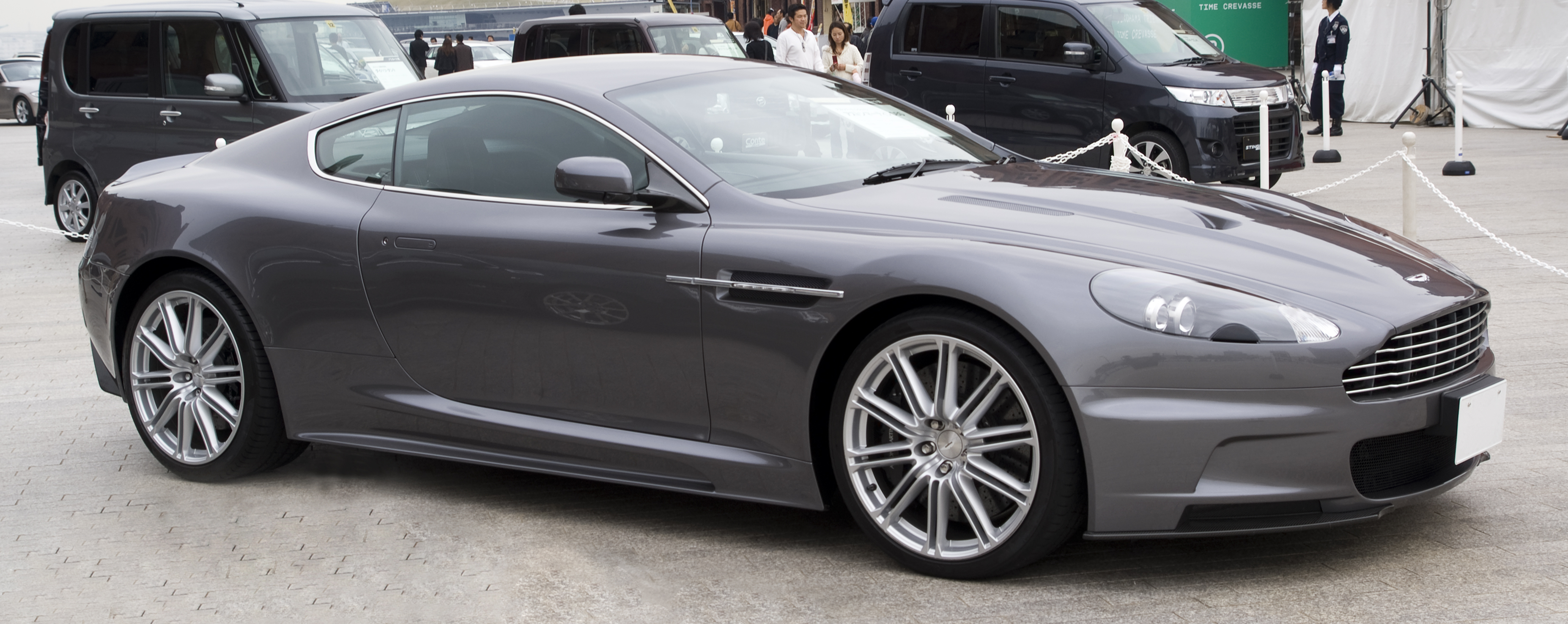
Aston Martin DBS V12

Вдруге назву DBS було використано в 2007 році для позначення наступної моделі класу гран-турізмо, Aston Martin DBS V12, створеної спеціалістами фірми Aston Martin в кузові купе, на заміну моделі Aston Martin Vanquish (2001-2006). Модель була офіційно представлена 17 серпня 2007 на виставці Pebble Beach Concours d'Elegance. Продажі почались в 1-му кварталі 2008. Автомобіль являв собою модифікацію моделі Aston Martin DB9, на базі якої власне й побудований.
В 2012 році Aston Martin DBS V12 був замінений новою моделлю Aston Martin Vanquish.

### Двигуни
- 5.9 л AM11 V12 517 к.с.

## Третє покоління (2018―2024)

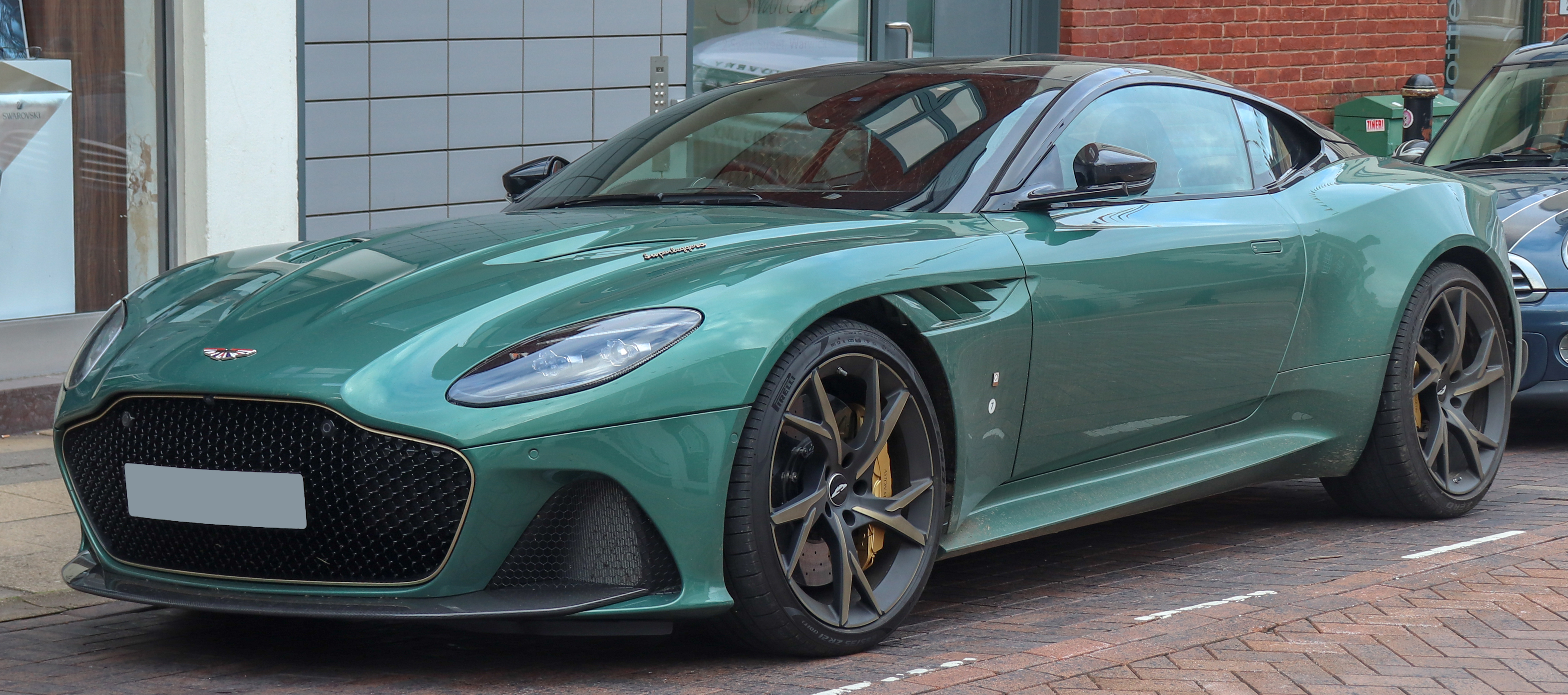
Aston Martin DBS Superleggera V12

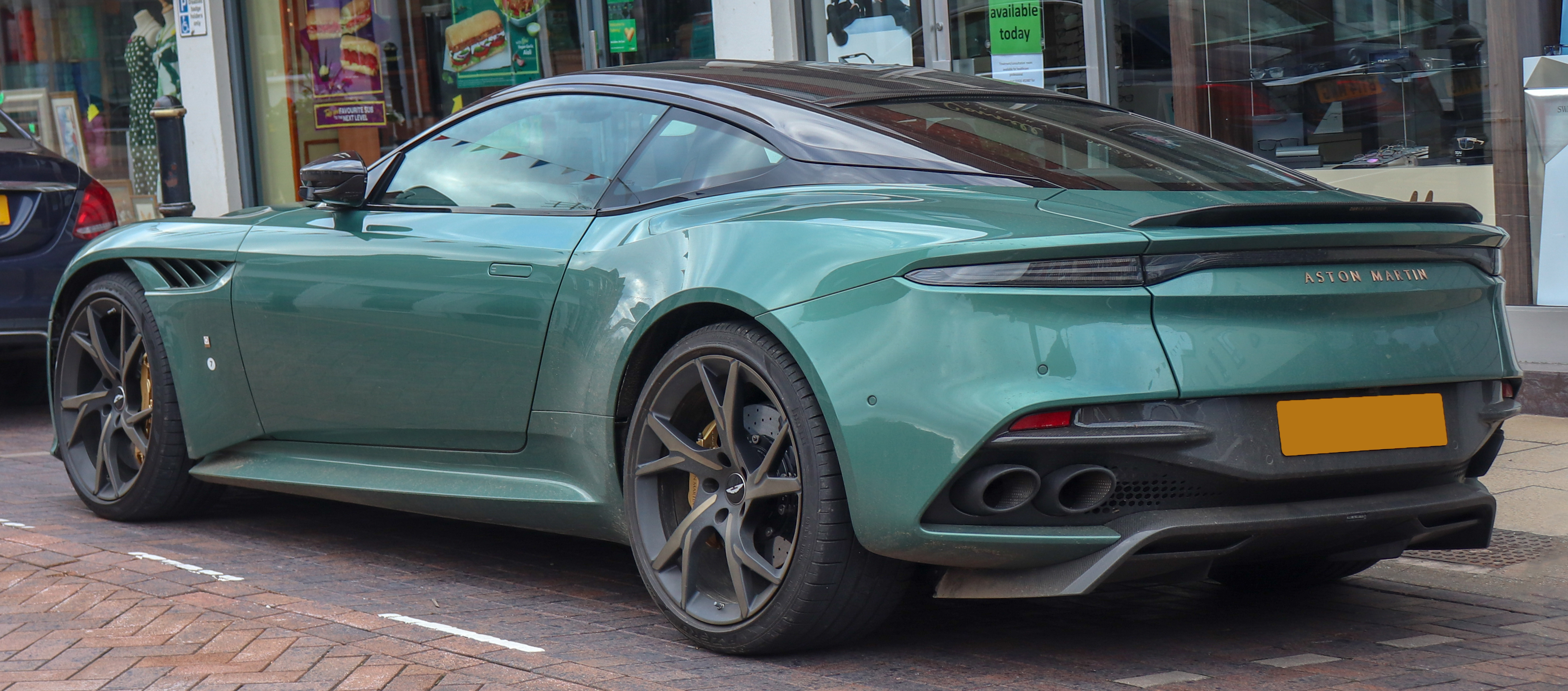

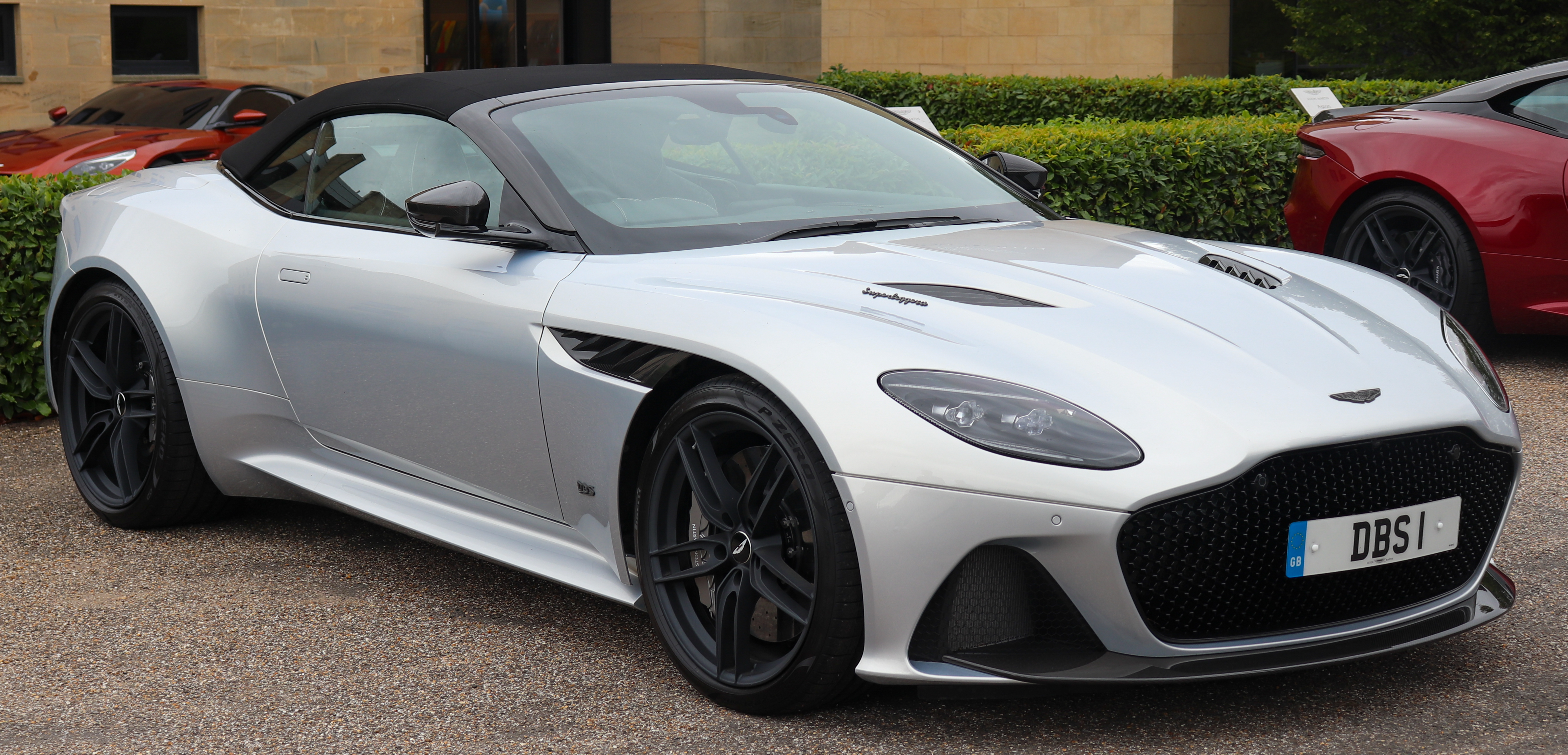
Aston Martin DBS Superleggera Volante

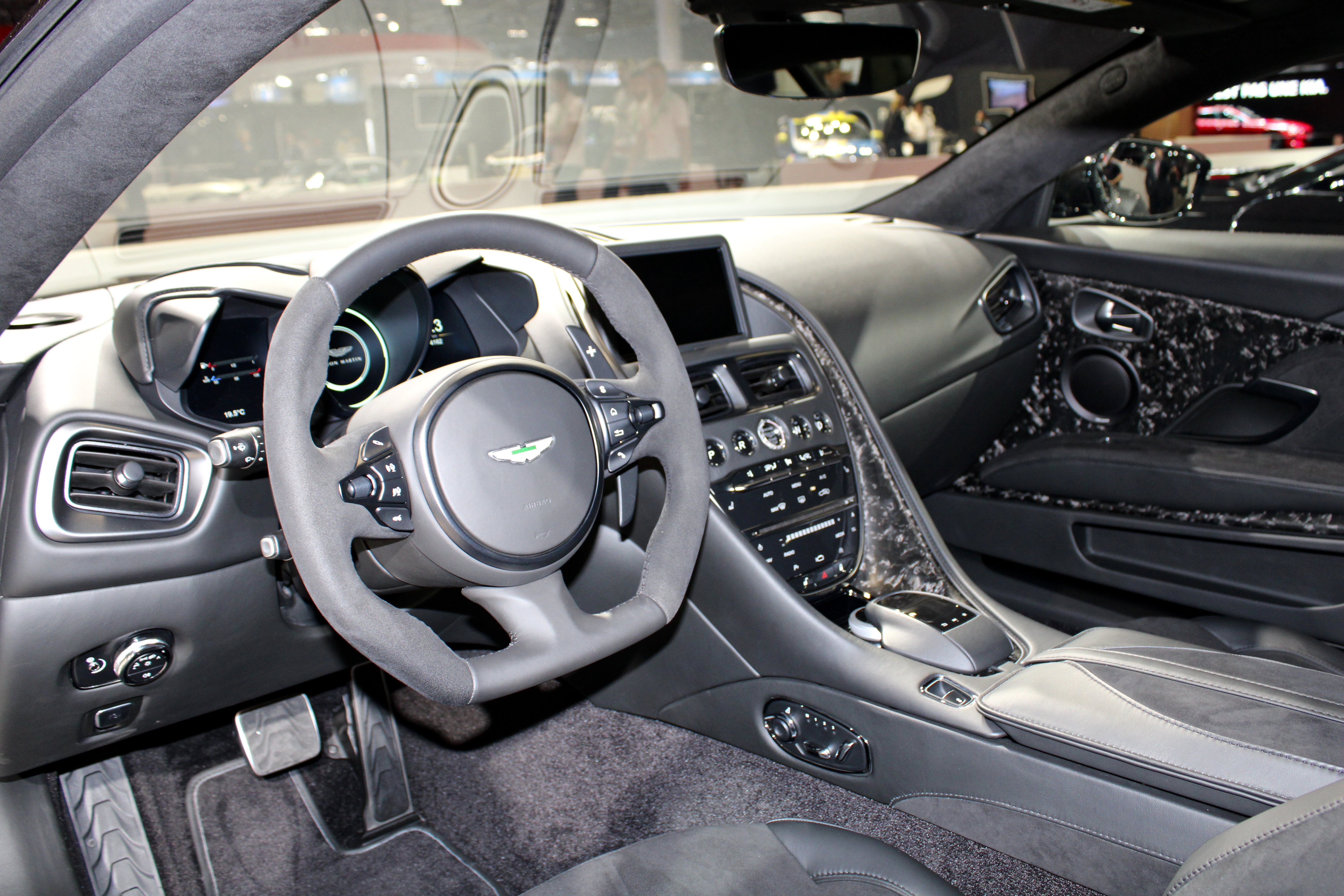

Втретє назву DBS було використано в 2018 році для позначення суперкара Aston Martin DBS Superleggera, який являв собою серйозно модернізовану версію моделі Aston Martin DB11. Перші клієнти отримали свої автомобілі в третьому кварталі 2018 року. У гамі кузовів є не лише купе, але й кабріолет Volante, який вийшов навесні 2019 року. Також англійці підготували DBS AMR з двигуном V12 twin-turbo об'ємом 5,2 л і потужністю в понад 800 к.с.
Час розгону до 100 км/год складає 3,4 с. З місця до 160 км/год купе прискорюється за 6,4 с, а з 80 до 160 км/год на четвертій передачі - за 4,2 с. Максимальна швидкість у флагманського Астона Мартіна на рівні - 340 км/год. Пік крутного моменту у мотора доступний в діапазоні від 1800 до 5000 об/хв.

### Двигуни
- 5.2 л AE31 V12 twin-turbo 725 к.с. 900 Нм при 1800-5000 об/хв
- 5.2 л AE31 V12 twin-turbo 770 к.с. 900 Нм при 1800-5000 об/хв (DBS 770 Ultimate)